# 石橋千里
石橋 千里（いしばし ちさと、1973年8月15日 -）は東京都豊島区池袋出身の日本の柔道家。現役時代は66kg級の選手。身長166cm。段位は四段。現姓は通場。

## 人物
小学校4年の時にロサンゼルスオリンピックで金メダルを獲得した山下泰裕をテレビで見て柔道に興味を抱き、自宅近くにあった山口香の出身道場として知られる豊道館西村道場で柔道を始めることになった。池袋中学から修徳高校に進むと、1年の時に全国高校選手権66kg級で3位となった。3年の時にはインターハイ団体戦と国体少年女子の部でそれぞれ3位になった。卒業後は埼玉大学で野瀬清喜の指導を受けたかったものの、弟の高校進学と重なったために断念して、埼玉大学とも交流のあるあさひ銀行所属となった。1993年には福岡国際で3位となった。1994年の体重別では決勝で横浜そごうの大石愛子と対戦して、先に小外刈で技ありを取られるが、終了間際に小外掛で有効を取り返したものの及ばずに敗れた。翌年の体重別では拓殖大学の中市陽子を判定で破って世界選手権代表に選ばれた。世界選手権では準々決勝で韓国の曹敏仙と対戦して、先に大内刈で有効を取るものの、中盤に内股で逆転負けを喫すると、敗者復活戦でもフランスのアリス・デュボワに1－2の判定で敗れて9位に終わった。1996年の体重別では準決勝で土浦日大高校の一見理沙に腕挫十字固で敗れるなどして5位に終わり、アトランタオリンピック代表には選ばれなかった。その後は綜合警備保障所属に変わり、全日本選手権では2年連続5位になった。2007年からは静岡県静岡市にあるNPO法人の｢武道学舎｣で師範を務めている。

## 主な戦績
- 1990年　- 全国高校選手権　3位
- 1991年　- インターハイ　団体戦　3位
- 1991年　- 国体　少年女子の部　3位
- 1993年　- 実業個人　優勝
- 1993年　- アメリカ国際　優勝
- 1993年　- 福岡国際　3位
- 1994年　- ドイツ国際　5位
- 1994年　- 体重別　2位
- 1995年　- 体重別　優勝
- 1995年　- 世界選手権　9位
- 1996年　- ブルガリア国際　2位
- 1996年　- 体重別　5位
- 1998年　- 全日本選手権　5位
- 1998年　- 実業個人　3位
- 1999年　- 全日本選手権　5位
- 1999年　- 実業個人　3位
- 1999年　- ベトナム国際柔道大会　優勝

(出典、JudoInside.com)